# テフルトリン
テフルトリン（英: Tefluthrin）は、ピレスロイド系殺虫剤の一種である。

## 用途
イギリスのゼネカが開発した薬剤で、日本では1993年4月28日に農薬登録を受けた。芋、野菜、果樹、茶、豆、花卉類のネキリムシ、コガネムシ等に適用される。剤形は粒剤で、「フォース」の商品名で市販されている。2007年度（農薬年度。前年10月～当該年9月）の原体輸入量は14トンであった。
日本の毒物及び劇物取締法では毒物（1.5%以下を含有する製剤は劇物）に該当する。